# 九頭龍傳承
九頭龍傳承（日语：／ KuZuRyuuDennShou））、九頭龍傳說（日语：／ KuZuRyuuDennSetsu），是日本各地流傳的九頭龍（或稱九頭龍大神、九頭龍權現）的相關傳承、傳說。

## 各地傳承一覽

### 戶隱

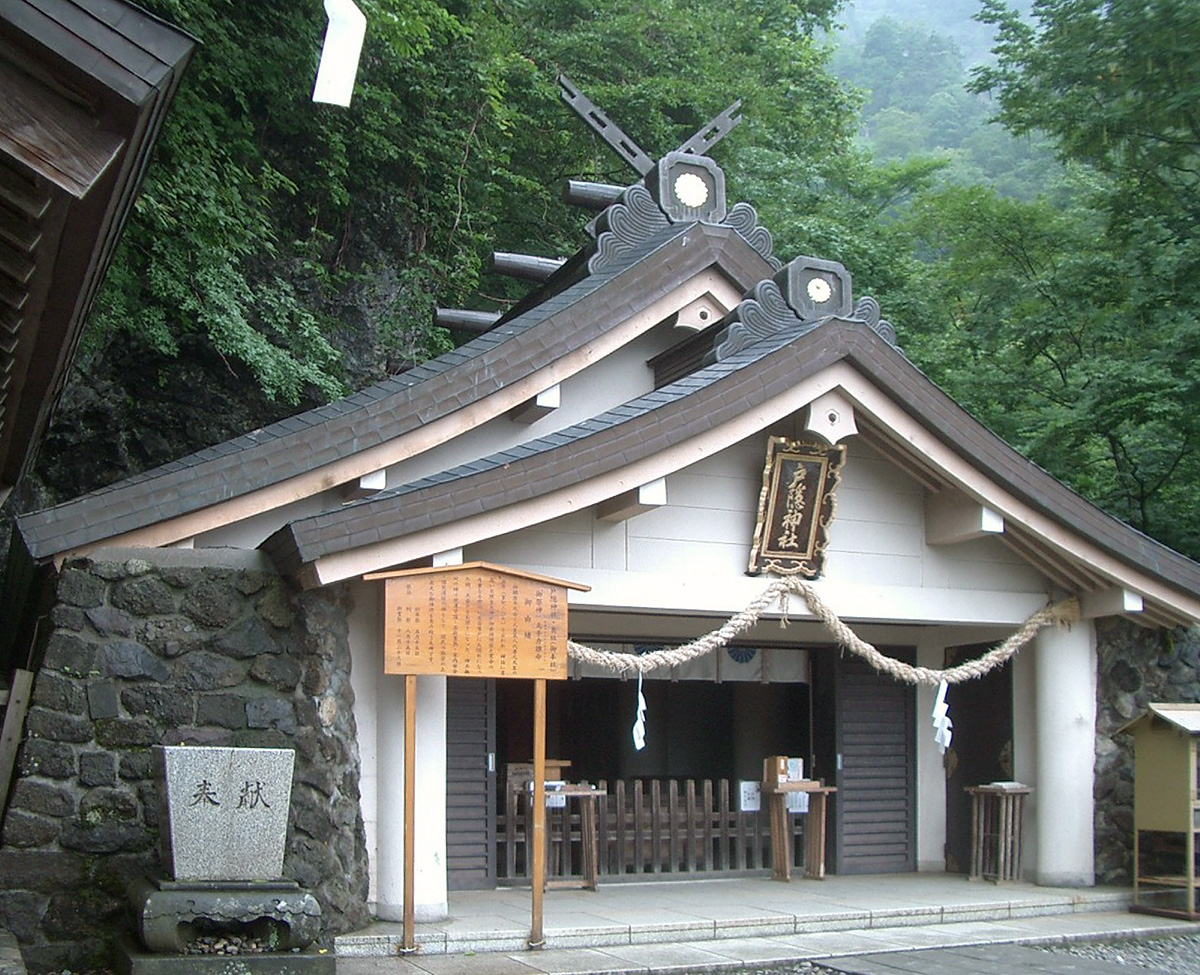
戶隱神社 奥社本殿

戶隱山的九頭龍信仰之源是戶隱神社的九頭龍大神。原本是鬼，轉為善神之後，作為九頭龍權現，以水神、乞雨之神受到崇敬。

### 九頭龍川流域
白山開山的起源是十一面觀音的化身九頭龍王出現在泰澄之前。白山權現也和九頭龍出現的傳承有關，也是九頭龍川名稱的由來。

### 箱根

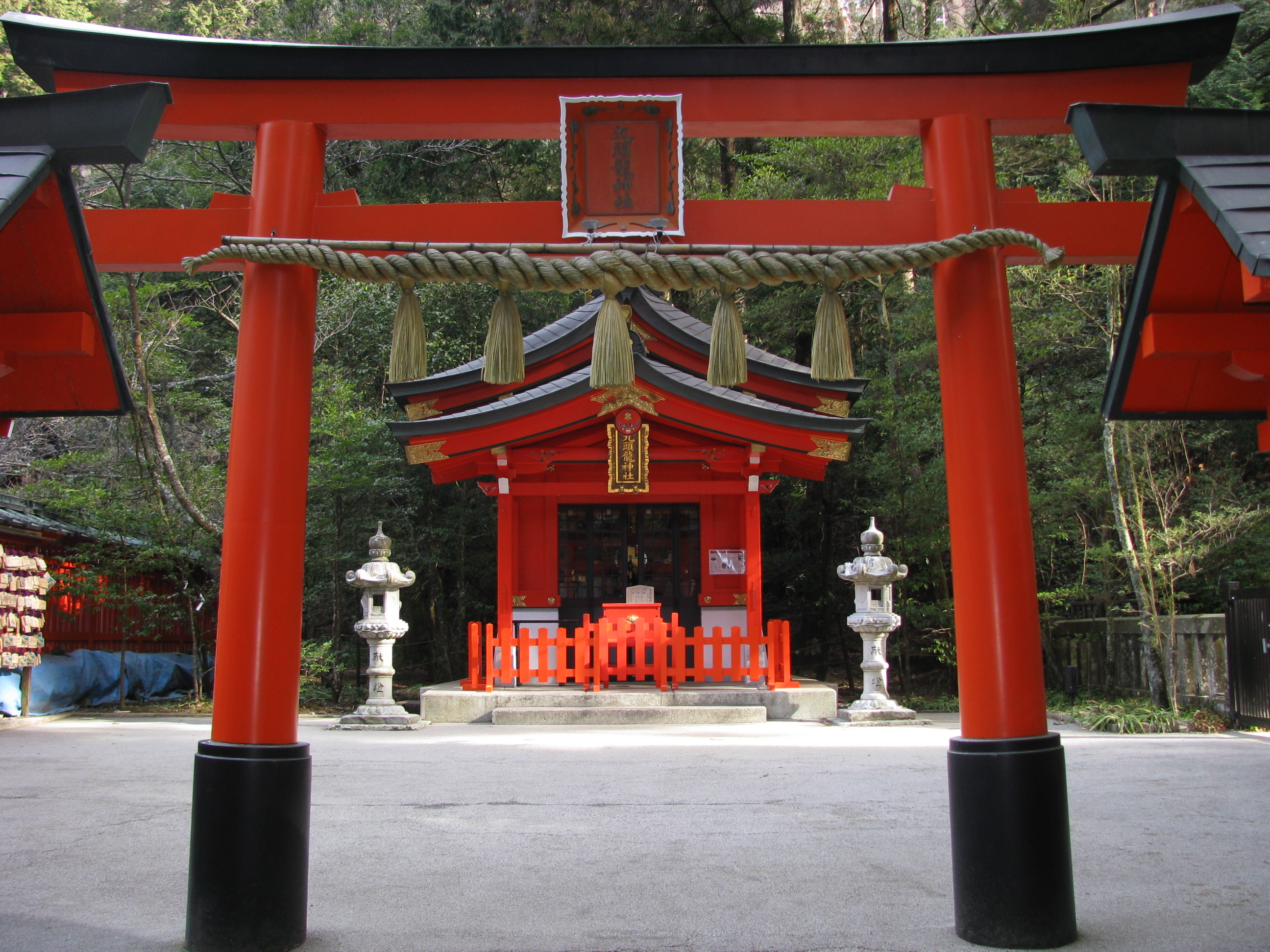
九頭龍神社

九頭龍神社（本宮）的緣起和箱根神社同樣在天平寶字元年（757年），開創箱根神社的萬卷上人調伏蘆之湖的龍，作為守護神祭祀。

### 別所溫泉
上田市別所溫泉的九頭龍傳承源自「岳之幟」的乞雨儀式，因室町時代（1504年）的大乾旱之時，向九頭龍權現祈願而來。

### 其他
- 千葉鹿野山
- 平城京
- 三井寺
- 北攝猪名川・五月山一帶
- 阿蘇山
- 葛城二十八宿 犬鳴山
- 青森縣十和田神社
- 東京都檜原村 - 南朝方的武將為了武運，將南朝的守護神九頭龍大神作為氏神奉祀，也是當地九頭龍神社的起源[6]。神社下游的南秋川有九頭龍瀑布、龍神瀑布。

## 和修吉龙王
九头龙信仰源於日本的本土神话。佛教传入日本，并经过神佛习合，印度神话、佛教神话中的九头龙和修吉龙王和日本的九头龙信仰合流，成为九头龙权现。
和修吉龙王，又名寶稱龍王、廣财龙王，是八大龙王之一，在印度教也是八大龙王的上首，传说祂守护着须弥山，和阿难陀龙王（舍沙）是势力最大的两大龙王。和修吉龙王在密教中可施财、降雨，故也称廣財龍王。

## 脚注
1. ↑  . 戸隠神社.   [2015年10月21日]. （原始内容存档于2017年4月22日） （日语）.
2. ↑  . 国立国会図書館.   [2015年10月30日]. （原始内容存档于2022年1月13日） （日语）.
3. ↑  . 箱根神社.   [2015-06-27]. （原始内容存档于2021-06-02）.
4. ↑  . 箱宝WEB. 小田原箱根商工会議所箱根青年部. 2015-03-03  [2015-06-27]. （原始内容存档于2015-06-27）.
5. ↑  . 別所温泉旅館組合.   [2015年11月11日]. （原始内容存档于2020年7月26日） （日语）.
6. ↑  . 九頭龍神社.   [2015年11月20日]. （原始内容存档于2021年4月17日） （日语）.

## 關連項目
- 八大龍王
- 八岐大蛇
- 五頭龍